# Hendrik van Saksen-Merseburg
Hendrik van Saksen-Merseburg (Merseburg, 2 september 1661 - Doberlugk, 28 juli 1738) was van 1731 tot aan zijn dood hertog van Saksen-Merseburg. Hij behoorde tot de Albertijnse linie van het huis Wettin.

## Levensloop
Hendrik was de zesde zoon van hertog Christiaan I van Saksen-Merseburg en Christiana, dochter van hertog Filips van Sleeswijk-Holstein-Sonderburg-Glücksburg.
Om zijn jongere zoons een standsmatig inkomen te bezorgen, schonk Christiaan I hen enkele kleine landerijen als apanage. Deze bleven echter afhankelijk van de hertogen van Saksen-Merseburg en hadden weinig zelfstandigheid. Hendrik kreeg Spremberg, een stad in Lausitz, toegewezen als eigen residentie en stichtte de linie Saksen-Merseburg-Spremberg. 
Onder zijn bewind kende Spremberg een grote culturele bloei, die begon toen hij het Slot van Spremberg ombouwde tot een zomerresidentie. Rond het kasteel liet hij een lustpark aanleggen, waar hij zijn liefde voor de jacht kon botvieren. Zijn jachtgebied kreeg als bijnaam het Heinrichsfeld.
Na de grote brand van 30 juli 1705 ondersteunde Hendrik de stad Spremberg. Hij gaf privileges aan de handwerkers, waardoor het handwerk en de handel opbloeiden. Ook gold hij als een promotor van cultuur en liet hij in zijn slot een medaillekabinet bouwen.
In 1731 overleed zijn neef Maurits Willem zonder nakomelingen na te laten, waarna de reeds 69-jarige Hendrik hem opvolgde als hertog van Saksen-Merseburg. Hij zette het cultuur- en economievriendelijke beleid van Maurits Willem verder en liet ook verschillende bouwwerken uitvoeren, zoals een hertogelijk paviljoen in Bad Lauchtät en een bronnenhuis in Merseburg-Oberaltenburg.
In juli 1738 overleed Hendrik op 76-jarige leeftijd. Hij werd bijgezet in de Dom van Merseburg. Omdat Hendrik zonder mannelijke nakomelingen stierf, stierf de linie Saksen-Merseburg in de mannelijke lijn uit en vielen zijn domeinen terug aan het keurvorstendom Saksen.

## Huwelijk en nakomelingen
Op 29 maart 1692 huwde hij in Güstrow met Elisabeth (1668-1738), dochter van hertog Gustaaf Adolf van Mecklenburg-Güstrow. Ze kregen drie kinderen:
- Maurits (1694-1695)
- Christiana Frederika (1697-1722)
- Gustava Magdalena (1699-1699)